# K-càlcul de Bondi
El k-càlcul de Bondi és un mètode d'ensenyament de la relativitat especial popularitzat per Sir Hermann Bondi, que s'ha utilitzat en classes de física a nivell universitari (per exemple, a la Universitat d'Oxford), i en alguns llibres de text de relativitat.: 58–65 
La utilitat del càlcul k és la seva simplicitat. Moltes introduccions a la relativitat comencen amb el concepte de velocitat i una derivació de la transformació de Lorentz. Altres conceptes com la dilatació del temps, la contracció de la longitud, la relativitat de la simultaneïtat, la resolució de la paradoxa dels bessons i l'efecte Doppler relativista es deriven llavors de la transformació de Lorentz, tot en funció de la velocitat.
Bondi, en el seu llibre Relativity and Common Sense, publicat per primera vegada el 1964 i basat en articles publicats a The Illustrated London News el 1962, inverteix l'ordre de presentació. Comença amb el que ell anomena "una raó fonamental" indicada per la lletra {\displaystyle k} (que resulta ser el factor Doppler radial).: 40 A partir d'això explica la paradoxa dels bessons i la relativitat de la simultaneïtat, la dilatació del temps i la contracció de la longitud, tot en termes de {\displaystyle k}. No és fins més endavant en l'exposició que proporciona un vincle entre la velocitat i la relació fonamental {\displaystyle k}. La transformació de Lorentz apareix al final del llibre.

## Història
El mètode de càlcul k havia estat utilitzat prèviament per EA Milne el 1935. Milne va utilitzar la carta {\displaystyle s} per denotar un factor Doppler constant, però també considerat un cas més general que implica moviment no inercial (i, per tant, un factor Doppler variable). Bondi va utilitzar la carta {\displaystyle k} en comptes de {\displaystyle s} i va simplificar la presentació (per a constant {\displaystyle k} només), i va introduir el nom " k -calculus".  

## Factorkde Bondi

Diagrama espai-temps per a la definició del factor k

Considereu dos observadors inercials, Alice i Bob, que s'allunyen directament l'un de l'altre a una velocitat relativa constant. L'Alice envia un flaix de llum blava cap a Bob una vegada cada cop {\displaystyle T} segons, mesurat pel seu propi rellotge. Com que l'Alice i el Bob estan separats per una distància, hi ha un retard entre l'Alice que envia un flaix i el Bob el rep. A més, la distància de separació augmenta constantment a un ritme constant, de manera que el retard continua augmentant. Això vol dir que l'interval de temps entre Bob que rep els flaixos, mesurat pel seu rellotge, és més gran que {\displaystyle T} segons, per exemple {\displaystyle kT} segons per alguna constant {\displaystyle k>1}. (Si l'Alice i el Bob, en canvi, es moguessin directament l'un cap a l'altre, s'aplicaria un argument similar, però en aquest cas {\displaystyle k<1}.)  
Bondi descriu {\displaystyle k} com "una relació fonamental",  i des d'aleshores altres autors l'han anomenat "el factor k de Bondi" o "factor k de Bondi".: 63 
Els flaixos d'Alice es transmeten a una freqüència de {\displaystyle f_{s}=1/T} Hz, pel seu rellotge, i rebut per Bob a una freqüència de {\displaystyle f_{o}=1/(kT)} Hz, pel seu rellotge. Això implica un factor Doppler de {\displaystyle f_{s}/f_{o}=k}. Per tant, el factor k de Bondi és un altre nom per al factor Doppler (quan l'Alice font i l'observador Bob s'allunyen o s'apropen directament l'un de l'altre).: 40 
Si l'Alícia i el Bob s'intercanviessin els papers i en Bob enviés llampecs de llum a Alice, el Principi de Relativitat (el primer postulat d'Einstein) implica que el factor k de Bob a Alice seria el mateix valor que el factor k d'Alice a Alice. Bob, ja que tots els observadors inercials són equivalents. Per tant, el factor k depèn només de la velocitat relativa entre els observadors i res més.  

Diagrama d'espai-temps per al factor k recíproc

## El factorkrecíproc
Considereu, ara, un tercer observador inercial Dave que es troba a una distància fixa d'Alice, i de tal manera que Bob es troba a la línia recta entre Alice i Dave. Com que l'Alice i el Dave estan mútuament en repòs, el retard entre l'Alice i el Dave és constant. Això vol dir que Dave rep els flaixos blaus de l'Alice a un ritme d'un cop cada cop {\displaystyle T} segons, pel seu rellotge, el mateix ritme que l'Alice els envia. En altres paraules, el factor k d'Alice a Dave és igual a un.  
Ara suposem que sempre que Bob rep un flaix blau d'Alice, immediatament envia el seu propi flaix vermell cap a Dave, una vegada cada {\displaystyle kT} segons (segons el rellotge de Bob). El segon postulat d'Einstein, que la velocitat de la llum és independent del moviment de la seva font, implica que el flaix blau d'Alice i el flaix vermell de Bob viatgen tots a la mateixa velocitat, sense avançar cap a l'altre i, per tant, arriben a Dave al mateix temps. Així que Dave rep un flaix vermell de Bob cada cop {\displaystyle T} segons, pel rellotge de Dave, que van ser enviats per Bob cada {\displaystyle kT} segons el rellotge de Bob. Això implica que el factor k de Bob a Dave és {\displaystyle 1/k}.  
Això estableix que el factor k per als observadors que es mouen directament separats (desplaçament al vermell) és el recíproc del factor k per als observadors que es mouen directament entre si a la mateixa velocitat (desplaçament al blau).

## La paradoxa dels bessons
Penseu, ara, en una quarta observadora inercial Carol que viatja de Dave a Alice exactament a la mateixa velocitat que Bob viatja d'Alice a Dave. El viatge de Carol està cronometrat de tal manera que deixa en Dave exactament a la mateixa hora que arriba en Bob. Indica els temps registrats pels rellotges d'Alice, Bob i Carol {\displaystyle t_{A},t_{B},t_{C}}.
Quan Bob passa per davant d'Alice, tots dos sincronitzen els seus rellotges {\displaystyle t_{A}=t_{B}=0}. Quan Carol passa per davant de Bob, sincronitza el seu rellotge amb el de Bob, {\displaystyle t_{C}=t_{B}}. Finalment, mentre Carol passa per davant d'Alice, comparen els seus rellotges entre ells. En la física newtoniana, l'expectativa seria que, en la comparació final, el rellotge d'Alice i Carol estiguessin d'acord, {\displaystyle t_{C}=t_{A}}. A continuació es mostrarà que en relativitat això no és cert. Aquesta és una versió de la coneguda " paradoxa dels bessons " en què els bessons idèntics se separen i es reuneixen, només per descobrir que un és ara més gran que l'altre.
Si l'Alícia envia un flaix de llum a l'hora {\displaystyle t_{A}=T} cap a Bob, aleshores, segons la definició del factor k, Bob el rebrà en el moment {\displaystyle t_{B}=kT}. El flaix es programa de manera que arribi a Bob just en el moment en què Bob coneix la Carol, de manera que Carol sincronitza el seu rellotge per llegir {\displaystyle t_{C}=t_{B}=kT}.

## Mesures de radar i velocitat

Diagrama espai-temps per a mesures de radar

En la metodologia de càlcul k, les distàncies es mesuren mitjançant el radar. Un observador envia un pols de radar cap a un objectiu i en rep un eco. El pols del radar (que viatja a {\displaystyle c}, la velocitat de la llum) recorre una distància total, d'anada i tornada, que és el doble de la distància fins a l'objectiu, i pren temps {\displaystyle T_{2}-T_{1}}, on {\displaystyle T_{1}} i {\displaystyle T_{2}} són els temps registrats pel rellotge de l'observador en la transmissió i recepció del pols del radar. Això implica que la distància a l'objectiu és: 60 
{\displaystyle x_{A}={\tfrac {1}{2}}c(T_{2}-T_{1}).}A més, com que la velocitat de la llum és la mateixa en ambdues direccions, el moment en què el pols del radar arriba a l'objectiu ha d'estar, segons l'observador, a mig camí entre els temps de transmissió i recepció, és a dir: 60 {\displaystyle t_{A}={\tfrac {1}{2}}(T_{2}+T_{1}).}

## La transformació de Lorentz
Les dues equacions per {\displaystyle k} a l'apartat anterior es poden resoldre com equacions simultànies per obtenir: : 67 {\displaystyle {\begin{aligned}ct_{B}&={\tfrac {1}{2}}(k+k^{-1})ct_{A}-{\tfrac {1}{2}}(k-k^{-1})x_{A}\\x_{B}&={\tfrac {1}{2}}(k+k^{-1})x_{A}-{\tfrac {1}{2}}(k-k^{-1})ct_{A}\end{aligned}}}Aquestes equacions són la transformació de Lorentz expressada en termes del factor k de Bondi en lloc de en termes de velocitat. En substituir {\displaystyle k={\sqrt {\frac {1+v/c}{1-v/c}}},} la forma més tradicional {\displaystyle t_{B}={\frac {t_{A}-vx_{A}/c^{2}}{\sqrt {1-v^{2}/c^{2}}}};\,x_{B}={\frac {x_{A}-vt_{A}}{\sqrt {1-v^{2}/c^{2}}}}} s'obté. : 67 